# Nannastacus stebbingi
Nannastacus stebbingi är en kräftdjursart som beskrevs av William Thomas Calman 1904. Nannastacus stebbingi ingår i släktet Nannastacus och familjen Nannastacidae. Inga underarter finns listade i Catalogue of Life.